# Johann Christoph von Urbich
Johann Christoph baron von Urbich (25. april 1653 i Creuzburg – 17. oktober 1715 sammesteds) var en tysk og russisk gehejmeråd, dansk gesandt og ven til Gottfried Wilhelm Leibniz.
Han var søn af hertugelig kammerråd i Eisenach Johann Christoph Urbich (1615-1693) og Sybilla Margarethe Urbich født Breithaupt (1633-1685).
Urbich var ansat ved den danske legation i Wien 1691. da han fik bestalling som sekretær og chargé d'affaires sammesteds. Tidligere havde han været kammersekretær hos hertugen af Brunsvig-Lyneborg og Hannover. 1693 forlod han dansk tjeneste. I 1703 kom han i zar Peter den Stores tjeneste og var Ruslands gesandt i Wien indtil 1712. Han blev ophøjet til russisk baron. 
Meget af Urbichs levned er ukendt eller uudforsket. Han stod i nær forbindelse med diplomaten Bernhard von Zech og havde indflydelse på europæisk politik. Hans breve er bevarede, heriblandt korrespondance med Leipniz.